# David van der Kellen (II)

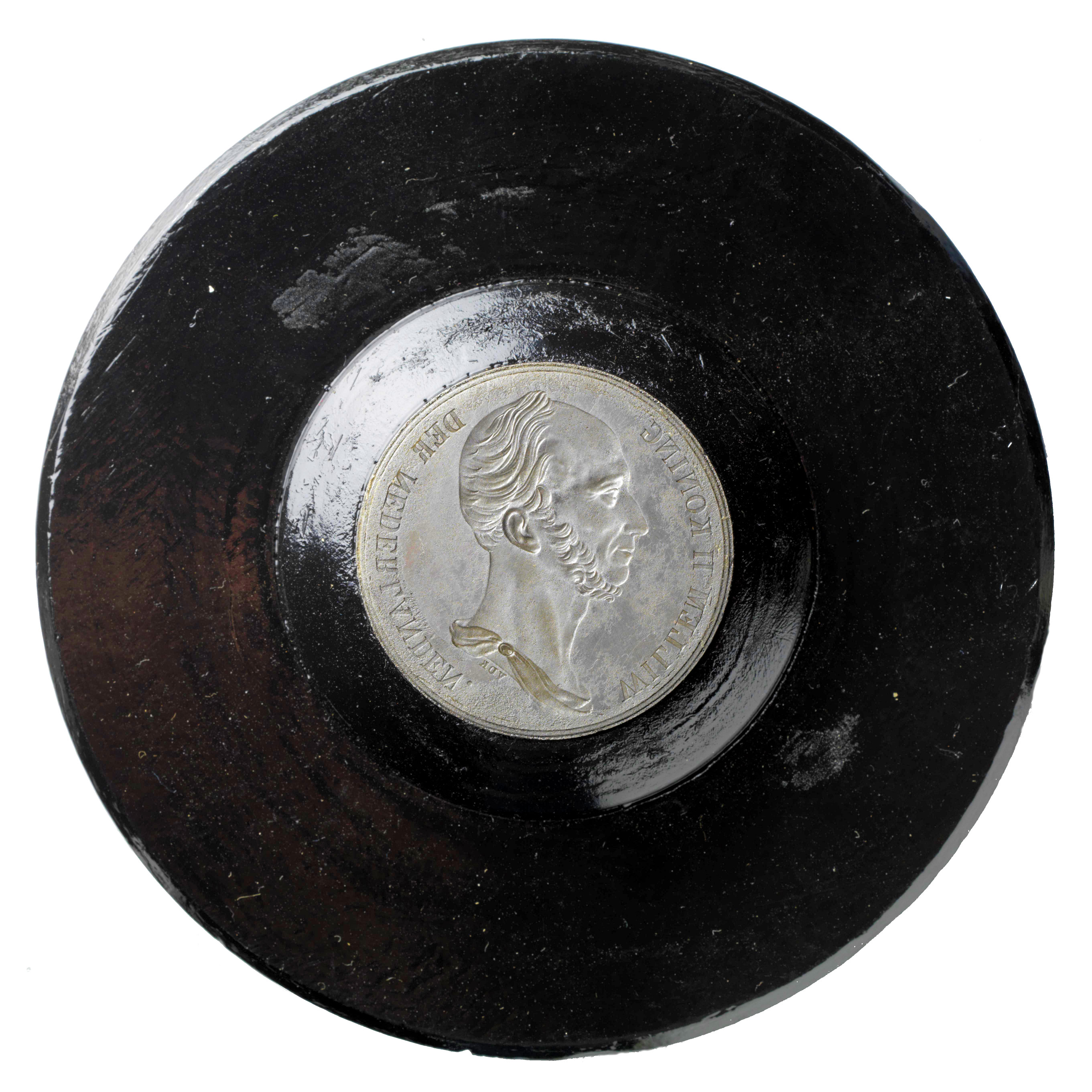
Stempel van David van der Kellen voor de voorzijde van een gedenkpenning ter gelegenheid van een bezoek van koning Willem II (1841) aan 's Rijks Munt

David van der Kellen (Amsterdam, 23 september 1804 – Utrecht, 30 maart 1879) was een Nederlands graveur, medailleur en stempelsnijder. Ter onderscheid van zijn gelijknamige vader en zoon, wordt hij in de literatuur vermeld als David van der Kellen (II), David van der Kellen jr. en David van der Kellen Davidszoon.

## Leven en werk
David van der Kellen werd op 7 oktober 1804 gedoopt als zoon van stempelsnijder David van der Kellen sr. (1764-1825) en Anna Elizabeth Trouwman. Hij kreeg les bij het Genootschap Kunstliefde en van zijn vader. In 1821 werd hij leerling-stempelsnijder bij 's Rijks Munt in Utrecht. Na het overlijden van zijn vader volgde hij J.P. Schouberg op als stempelsnijder en in 1852 werd hij benoemd tot eerste stempelsnijder. Van der Kellen sneed onder meer het portret van koning Willem II, naar een ontwerp van Louis Royer, voor de rijksdaalders en guldens. De stempel voor de rijksdaalder moest al snel worden vernieuwd, nadat bleek dat het oor van de koning te laag was geplaatst. Van der Kellen ontwierp negotiepenningen met de portretten van Willem II en Willem III en diverse andere (gedenk)penningen. Hij maakte ook etsen en lithografie. Hij nam onder meer deel aan tentoonstellingen van Levende Meesters in Den Haag (1835)
Van der Kellen trouwde in 1826 met Hanriette Fricederica Menger (1808-1886). Zij werden de ouders van onder anderen David, Johan Philip, Johannes en Hendrika van der Kellen, die allen artistieke aspiraties hadden. David van der Kellen gaf les aan zijn zoons en zijn zwager Johan Philip Menger. 
David van der Kellen werd benoemd tot lid van het Provinciaal Utrechts Genootschap van Kunsten en Wetenschappen (1857) en werd onderscheiden als ridder in de Orde van de Nederlandse Leeuw en ridder in de Orde van de Eikenkroon (1849). Hij overleed op 74-jarige leeftijd.

## Enkele werken
- 1831 penning ter herinnering aan de dood van Jan van Speijk bij het bombardement van Antwerpen.
- 1831 eerepenning der Groninger en Franeker Flankeurs
- 1831 onderscheidingsteken voor het Metalen Kruis 1830-1831.
- 1835 penning ter gelegenheid van het honderdjarig bestaan van de Doopsgezinde kweekschool in Amsterdam.
- 1838 penning ter gelegenheid van het zilveren jubileum van koning Willem I.
- 1839 prijspenning van het Provinciaal Genootschap van Kunsten en Wetenschappen in Noord-Brabant.
- ca. 1839 prijspenning van de Maatschappij tot Nut van 't Algemeen.
- 1841 rijksdaalder Willem II
- 1845 penning ter gelegenheid van het overlijden van Gijsbert Karel van Hogendorp.
- 1848 penning ter gelegenheid van het zilveren huwelijk van Cornelis van der Kellen en Anna Catherina Kötter.
- 1858 penning ter gelegenheid van het bereiken van de meerderjarige leeftijd door prins Willem.
- 1860 prijspenning van de Academie van Beeldende Kunsten en Technische Wetenschappen in Rotterdam.
- 1861 beloningspenning voor de koepokinenting.
- 1862 penning als hulde van de staten van Zuid-Holland aan 	mr. J.A. baron van der Heim van Duivendijke.
- 1865 penning ter gelegenheid van het zilveren jubileum van Gerardus Johannes Mulder als hoogleraar in Utrecht.
- 1869 penning ter gelegenheid van het vijftigjarig bestaan van de graden van Oppermeester en Uitverkoren Meester bij de Vrijmetselaars.
- 1874 prijspenning van de stad Utrecht

### Galerij

Honderdjarig bestaan van de Kweekschool der Doopsgezinden te Amsterdam
Prijspenning der Maatschappij tot Nut van 't Algemeen.
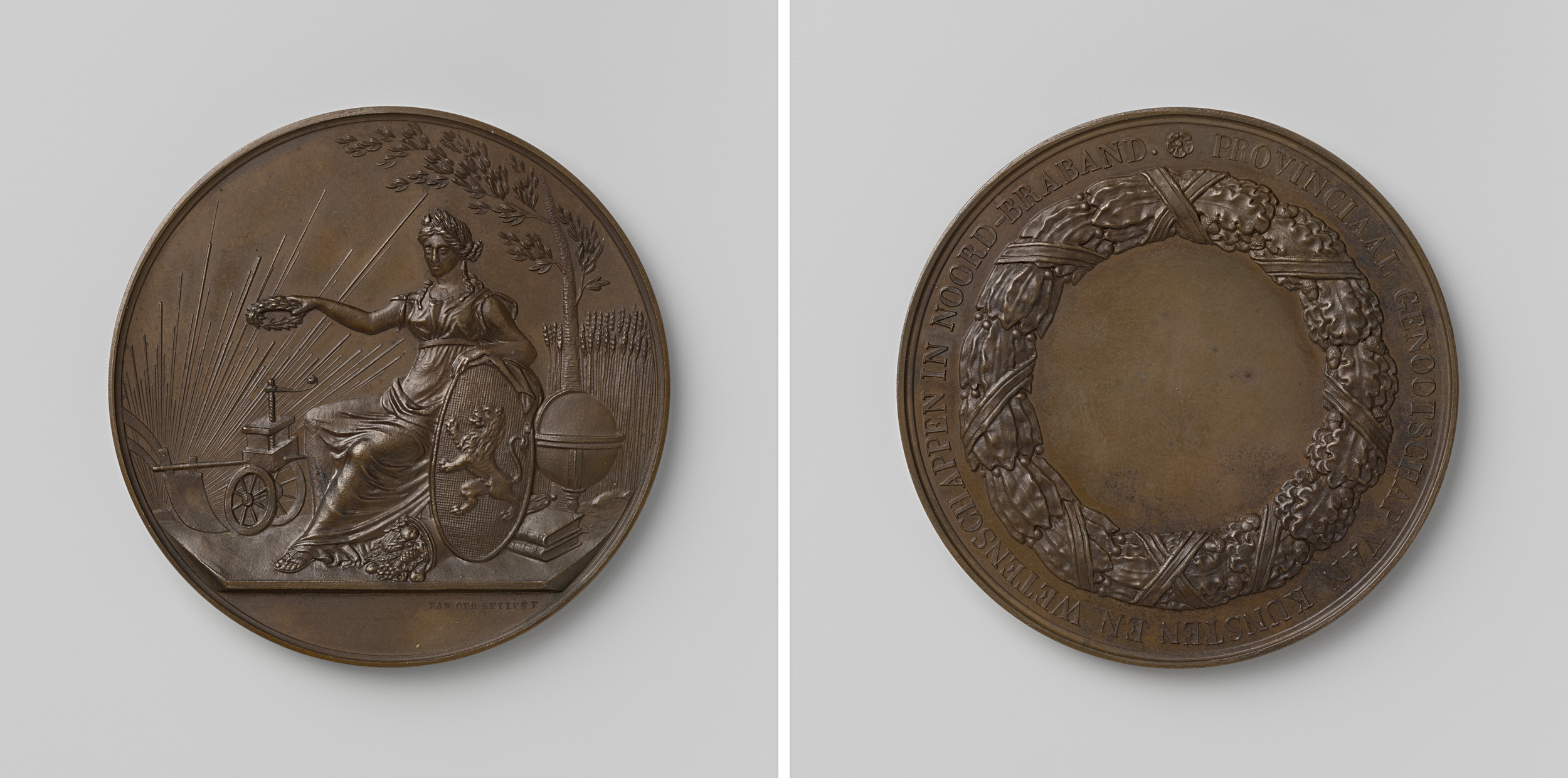
Bronzen prijspenning uit 1839 van het Provinciaal Genootschap van Kunsten en Wetenschappen in Noord-Brabant.

## Museale collecties
Van der Kellens werk is opgenomen in de collecties van onder andere het Centraal Museum en het Teylers Museum en in de Nationale Numismatische Collectie.
- Biografisch Portaal: 19168011
- Digitale Bibliotheek voor de Nederlandse Letteren: kell012
- Gemeinsame Normdatei: 116291567
- International Standard Name Identifier: 0000 0000 6675 0956
- Nederlandse Thesaurus van Auteursnamen: 068485697
- RKD-Nederlands Instituut voor Kunstgeschiedenis: 43779
- SNAC: w63x8gj2
- Union List of Artist Names: 500001765
- Virtual International Authority File: 13054180
- WorldCat: E39PBJqVPkjM46yGmbrR3QFh73